# Luke (album)
Luke – album amerykańskiego muzyka i wokalisty Steve’a Lukathera. Wydawnictwo ukazało się 28 października 1997 roku nakładem wytwórni muzycznej Sony/Columbia. Lukathera w nagraniach wsparli m.in. perkusista Gregg Bissonette oraz basiści Phil Soussan i Pino Palladino.

## Lista utworów
Opracowano na podstawie materiału źródłowego.
1. "The Real Truth" (Lukather, Fee Waybill) – 5:10
2. "Broken Machine" (Lukather, Phil Soussan) - 4:54
3. "Tears Of My Own Shame" (Lukather, Phil Soussan) - 5:38
4. "Love The Things You Hate" (Lukather, Phil Soussan) - 5:44
5. "Hate Everything About U" (Lukather, Rodney Crowell) - 5:56
6. "Reservations To Live (The Way It Is)" (Lukather, Fee Waybill) - 4:49
7. "Don't Hang On Me" (Lukather, Phil Soussan) - 4:40
8. "Always Be There For Me" (Lukather) - 5:38
9. "Open Your Heart" (Lukather, Randy Goodrum) - 4:27
10. "Bag O' Tales" (Lukather, Phil Soussan) - 5:50
11. "Bluebird" (Stephen Stills) - 6:42
12. "The Pump" (Simon Phillips, Tony Hymas) - 9:33

## Listy sprzedaży
| Lista             | Kraj    | Pozycja |
| ----------------- | ------- | ------- |
| Sverigetopplistan | Szwecja | 46      |
| Oricon            | Japonia | 84      |